# Tamanràsset
Tamanràsset, també coneguda com Tamanrasset o Tamanghasset (àrab: تمنراست, Tamanrāst, o تامنراست, Tāmanrāst; amazic: ⵜⴰⵎⵏⵖⴰⵙⵜ, Tamnghast) o Fort Laperrine, és una ciutat algeriana situada en un oasi a 1.400 m d'altitud, al desert del Sàhara, a la serralada de Hoggar. Té 76.000 habitants.

## Clima
El mes més càlid a Tamanràsset és el juliol, amb 29,2 °C de temperatura mitjana i amb temperatures màximes mitjanes de 35,3 °C i mínimes de 23,1 °C. El mes més fred és el gener, amb una temperatura mitjana de 12,7 °C i amb temperatures màximes mitjanes de 20,1 °C i mínimes de 5,2 °C. La precipitació anual és de 55 litres, i cada mes es registren precipitacions escasses. El mes més plujós és l'agost, amb 8,1 litres.

## Història
La zona ja estava habitada el quart i el tercer mil·lennis aC, com demostren les pintures murals de Hoggar, zona de la qual Tamanràsset és la porta d'entrada. Fins al segle xx, hi vivia l'ètnia zeriba i els tuaregs, dels quals es considera la capital.